# الفجر الأحمر (فلم)
الفجر الأحمر أو بالإسبانية Rojo Amanecer، هو فيلم مكسيكي صدر عام 1990 م، من إخراج خورخي فونز بيريز. الفيلم فائز بجائزة الأريل الفضية. تدور أحداث الفيلم حول أحداث مذبحة تلاتيلولكو، التي حدثت في مدينة مكسيكو الذي حدثت مساء 2 أكتوبر عام 1968 م.
يُركز الفيلم على أحد الأيام حيث عائلة من الطبقة المتوسطة تعيش في إحدى الشقق الكائنة في إحدى البنايات المحيطة بما يُعرف باسم ساحة الحضارات الثلاثة  ويعتمد الفيلم على شهادات ضحايا وشهود.
الفيلم من بطولة كل من هيكتور بونيلا وماريا روخو والأخوين بيتشر واذوارذو بالومو وآخرين.

## الجوائز
فاز الفيلم بإحدى عشرة جائزة أبرزها جائزة الأريل الفضية عام 1991 م كما رُشح لجائزة أخرى ولم يفز.

## وصلات خارجية
- الفجر الأحمر على موقع IMDb (الإنجليزية)
- الفجر الأحمر على موقع روتن توميتوز (الإنجليزية)
- الفجر الأحمر على موقع ألو سيني (الفرنسية)
- الفجر الأحمر على موقع Turner Classic Movies (الإنجليزية)
- الفجر الأحمر على موقع أول موفي (الإنجليزية)
- الفجر الأحمر على موقع فيلمافينيتي (الإسبانية)
- الفجر الأحمر على موقع قاعدة بيانات الفيلم (الإنجليزية)
- الفجر الأحمر على موقع ليتربوكسد (الإنجليزية)
- الفجر الأحمر على موقع كينوبويسك (الروسية)

- Rojo Amanecer  في قاعدة بيانات الأفلام على الإنترنت (بالإنجليزية)
- الفجر الأحمر (فلم) في روتن توميتوز.